# Saddam Hussein Nagar (Sri Lanka)
Saddam Hussein Nagar (tamoul : சதாம் உசேன் நகர்), aussi appelé le « village modèle Saddam Hussein d'Eravur », est le nom d'un village exclusivement habité par des musulmans dans le district Batticaloa au Sri Lanka. Elle porte le nom de Saddam Hussein, ancien président d'Irak, qui a donné les fonds nécessaire à la construction du village et de sa mosquée centrale.

## Histoire

### Cyclone de 1978
La première fois que Saddam Hussein se serait impliqué dans le village serait après des inondations qui ont touché la zone en 1978. À la suite de celles-ci, les autorités locales se sont adressées à l'ambassade irakienne. Le président aurait financé la construction du village : 100 maisons, une école, une mosquée, un terrain de jeu et une médersa.

### Attaque de 1990
Le 10 août 1990, une attaque aurait fait 127 morts parmi la population musulmane de trois villages, dont le village Sadam Hussein. Elle aurait été perpétrée par les Tigres de libération de l'Îlam tamoul.

### Après la chute de Saddam Hussein
La population a cherché à renouveler l'aide dont elle bénéficiait de l'Irak. En échange de la construction de nouvelles maisons et du financement de la mosquée et d'un orphelinat, l'Irak a requis que le village change de nom et devienne le « village Irak ». L'administration locale accepta cependant, une partie du conseil de la mosquée et de la population s'y opposait.

## Sources
- (en) Cet article est partiellement ou en totalité issu de l’article de Wikipédia en anglais intitulé « Saddam Hussein Nagar, Sri Lanka » (voir la liste des auteurs).